# Тужина
Тужина (слч. Tužina) насељено је мјесто са административним статусом сеоске општине (слч. obec) у округу Прјевидза, у Тренчинском крају, Словачка Република.

## Становништво
| Година:    | 1994. | 2004.   | 2014.   | 2024.   |
| ---------- | ----- | ------- | ------- | ------- |
| Број људи: | 1194  | 1219    | 1197    | 1214    |
| Разлика:   |       | +2,09 % | -1,80 % | +1,42 % |

| Година:    | 2023. | 2024.   |
| ---------- | ----- | ------- |
| Број људи: | 1196  | 1214    |
| Разлика:   |       | +1,50 % |

Према подацима о броју становника из 2011. године насеље је имало 1.214 становника.